# Cheiraster antarcticus
Cheiraster antarcticus is een zeester uit de familie Benthopectinidae.
De wetenschappelijke naam van de soort werd in 1907 gepubliceerd door René Koehler.